# Бронк, Детлев Вулф
Детлев Вулф Бронк (англ. Detlev Wulf Bronk; 1897—1975) — американский физиолог.
Член (1939) и президент (1950—1962) Национальной академии наук США, иностранный член Лондонского королевского общества (1948), Академии наук СССР (1958), корреспондент Парижской академии наук (1953).

## Биография
Профессиональное образование получил в Суортмор-колледже и Чикагском университете. Работал в Пенсильванском университете (с 1929 года — профессор). В 1929—1949 годах — директор исследований фонда Донсона Пенсильванского университета, в 1949—1953 годах — ректор университета Дж. Хопкинса в Балтиморе, с 1953 года — ректор Рокфеллеровского университета в Нью-Йорке.
Основные научные работы по электрофизиологии нервной системы и изучению механизмов синаптической передачи. Руководил разработкой ряда биофизических методов для одновременного исследования тканевого обмена и электрической активности коры головного мозга, симпатических ганглиев и других отделов центральной нервной системы.
Почетный президент Рокфеллеровского университета (с 1968 года).

## Память
В 1979 г. Международный астрономический союз присвоил имя Детлева Бронка кратеру на обратной стороне Луны.